# Стерба, Джеймс
Джеймс Стерба (англ. James P. Sterba, род. 17 июня 1943[…]) — американский философ, специализируется на этике, политической философии и философии религии.

## Биография
Стерба — профессор философии Университета Нотр-Дам. Он бывший президент Американской философской ассоциации и Североамериканского общества социальной философии. Стерба является автором 35 книг.
Стерба — атеист. Его книга 2019 года «Возможен ли добрый Бог логически?» посвящена проблеме зла. Стерба утверждал, что Бог традиционного теизма (всемогущий, всеблагой и всеведущий) логически несовместим со значительным моральным злом, следовательно, такого Бога не существует.

## Личная жизнь
Стерба женат на Джанет Курани, которая также является профессором философии в Нотр-Даме.

## Избранные публикации
- The Demands of Justice (University of Notre Dame Press[англ.], 1980)[9]
- Justice for Here and Now (Cambridge University Press, 1998)[10][11]
- Three Challenges to Ethics: Environmentalism, Feminism, and Multiculturalism (Oxford University Press, 2000)[12]
- Terrorism and International Justice (Oxford University Press, 2003)
- The Triumph of Practice Over Theory in Ethics (Oxford University Press, 2005)
- Does Feminism Discriminate Against Men?: A Debate (with Warren Farrell and Steven Svoboda) (Oxford University Press, 2007)
- From Rationality to Equality (Oxford University Press, 2013)[13][14]
- The Pursuit of Justice: A Personal Philosophical History (Rowman & Littlefield Publishers, 2014)
- Affirmative Action for the Future (Cornell University Press, 2009)[15]
- Is a Good God Logically Possible? (Palgrave Macmillan, 2019)[16]
- What is Ethics? (Wiley, 2019)[17]